# Чанаккале (крепост)
Чанаккале е късноантична крепост, разположена на 1.6 км североизточно от село Търновца, област Търговище, в Преславската планина.
Крепостта е разположена върху възвишение със стръмни склонове и равна горна площ. Крепостният зид се очертава под насип. Преди години стената е била запазена над терена и по сведение на местни жители е била изградена от ломени камъни, споени с хоросан. Имала е дебелина над 1 м. В подножието на крепостта се намира „Бабина чешма“, свързана с местна легенда. От крепостта до нея води стръмна пътека. Сега цялата височина е залесена с бор, крепостните съоръжения са силно заличени.